# Жупановка
Жупановка (укр. Жупанівка) — село на Украине, основано в 1911 году, находится в Коростенском районе Житомирской области.
Код КОАТУУ — 1822381203. Население по переписи 2001 года составляет 65 человек. Почтовый индекс — 11560. Телефонный код — 4142. Занимает площадь 0,701 км².

## Адрес местного совета
11560, Житомирская область, Коростенский р-н, с.Горщик, ул.Центральная, 31